# Holiday ’80
Holiday '80 ist die zweite EP der britischen Synthiepop-Band The Human League.

## Entstehung
Die EP wurde in der Besetzung Philip Oakey, Ian Craig Marsh und Martyn Ware eingespielt und mit John Leckie produziert, der auch für die Simple Minds tätig war. Mit dem Instrumentalstück Dancevision enthält sie einen der ältesten Titel der Band aus dem Jahr 1977, welcher im November dieses Jahres in Sheffield mit einem Zwei-Spur-Aufnahmegerät von Ware und Marsh als The Future aufgenommen wurde. Die anderen Aufnahmen entstanden im Februar 1980 auf einem Acht-Spur-Rekorder in Sheffield, darunter die auch auf dem Album Travelogue enthaltene Neuaufnahme der Single Being Boiled.
Die EP wurde einen Monat vor der Veröffentlichung von Travelogue herausgebracht und verschaffte der Band einen ersten Auftritt in der britischen Fernsehsendung Top of the Pops, bei dem The Human League eine elektronische Version von Gary Glitters Rock ’n’ Roll (Part 1) präsentierten. Die EP erreichte Platz 56 in Großbritannien – eine Wiederveröffentlichung nach der Umbesetzung der Band erreichte 1982 Platz 46. Neben den eigenen Stücken Marianne und Being Boiled waren mit Rock ’n’ Roll (Gary Glitter/Mike Leander) und Nightclubbing (Jim Osterberg/David Bowie) zwei Coversongs enthalten.

## Rezeption
Die Webseite Allmusic vergab drei von fünf Sternen.

## Titelliste

### 2×7
| #  | Titel                         | Autor(en)                                                 | Länge |
| -- | ----------------------------- | --------------------------------------------------------- | ----- |
| 1. | Marianne                      | Marsh/Oakey/Ware                                          | 3:17  |
| 2. | Dancevision                   | Marsh/Ware                                                | 2:21  |
| 3. | Being Boiled                  | Marsh/Oakey/Ware                                          | 4:22  |
| 4. | Rock ’n’ Roll / Nightclubbing | (Gary Glitter, Mike Leander) (Jim Osterberg, David Bowie) | 6:22  |
| 5. | The World Before Last         |                                                           | 3:56  |

### 12
| #  | Titel                         | Autor(en)                                                 | Länge |
| -- | ----------------------------- | --------------------------------------------------------- | ----- |
| 1. | Marianne                      | Marsh/Oakey/Ware                                          | 3:17  |
| 2. | Being Boiled                  | Marsh/Oakey/Ware                                          | 4:22  |
| 3. | Dancevision                   | Marsh/Ware                                                | 2:21  |
| 4. | Rock ’n’ Roll / Nightclubbing | (Gary Glitter, Mike Leander) (Jim Osterberg, David Bowie) | 6:22  |
| 5. | The World Before Last         |                                                           | 3:56  |

### Japanisch 12
| #  | Titel                         | Autor(en)                                                 | Länge |
| -- | ----------------------------- | --------------------------------------------------------- | ----- |
| 1. | Marianne                      | Marsh/Oakey/Ware                                          | 3:17  |
| 2. | Dancevision                   | Marsh/Ware                                                | 2:21  |
| 3. | Toyota City                   | Marsh/Ware                                                | 3:22  |
| 4. | Rock ’n’ Roll / Nightclubbing | (Gary Glitter, Mike Leander) (Jim Osterberg, David Bowie) | 6:22  |
| 5. | Being Boiled                  | Marsh/Oakey/Ware                                          | 4:22  |